# فرهود أريبوف
فرهود أريبوف (مواليد 9 أبريل 1984) هو سبّاح طاجيكستاني، مثّل بلاده في الألعاب الأولمبية الصيفية 2000.

## روابط خارجية
فرهود أريبوف على موقع الاتحاد الدولي للسباحة (الإنجليزية)
- فرهود أريبوف على موقع SwimRankings.net (الإنجليزية)
- فرهود أريبوف على موقع اللجنة الأولمبية الدولية (الإنجليزية)
- فرهود أريبوف على موقع أوليمبيديا (الإنجليزية)